# Élections législatives de 1988 dans la Haute-Vienne
Les élections législatives françaises de 1988 se déroulent les 5 et 12 juin 1988. Dans le département de la Haute-Vienne, quatre députés sont à élire dans le cadre de quatre circonscriptions.

## Élus
| Circonscription | Député sortant        | Parti                 | Parti                 | Député élu            | Parti | Parti |
| --------------- | --------------------- | --------------------- | --------------------- | --------------------- | ----- | ----- |
| 1re             | Scrutin proportionnel | Scrutin proportionnel | Scrutin proportionnel | Robert Savy           |       | PS    |
| 2e              | Scrutin proportionnel | Scrutin proportionnel | Scrutin proportionnel | Jean-Claude Peyronnet |       | PS    |
| 3e              | Scrutin proportionnel | Scrutin proportionnel | Scrutin proportionnel | Marcel Mocœur         |       | PS    |
| 4e              | Scrutin proportionnel | Scrutin proportionnel | Scrutin proportionnel | Alain Rodet           |       | PS    |

## Positionnement des partis
L'UDF et le RPR se présentent unis sous l'étiquette « Union du Rassemblement et du Centre » tandis que les candidats du Parti socialiste se rangent sous la bannière de la « Majorité présidentielle pour la France unie », slogan de la campagne présidentielle de François Mitterrand.

## Résultats

### Résultats à l’échelle du département
| Parti                 | Parti                               | Premier tour | Premier tour | Second tour | Second tour | Sièges |
| Parti                 | Parti                               | Voix         | %            | Voix        | %           | Sièges |
| --------------------- | ----------------------------------- | ------------ | ------------ | ----------- | ----------- | ------ |
|                       | Parti socialiste                    | 75 704       | 42,23        | 115 386     | 62,42       | 4      |
|                       | La France unie                      | 75 704       | 42,23        | 115 386     | 62,42       | 4      |
|                       |                                     |              |              |             |             |        |
|                       | Rassemblement pour la République    | 25 572       | 14,26        | 32 533      | 17,60       | 0      |
|                       | Divers droite                       | 15 499       | 8,65         | 20 250      | 10,95       | 0      |
|                       | Union pour la démocratie française  | 12 571       | 7,01         | 16 685      | 9,03        | 0      |
|                       | Union du Rassemblement et du Centre | 53 642       | 29,92        | 69 468      | 37,58       | 0      |
|                       |                                     |              |              |             |             |        |
|                       | Parti communiste français           | 37 707       | 21,03        | Retrait     | Retrait     | 0      |
|                       | Front national                      | 9 946        | 5,55         |             |             | 0      |
|                       | Extrême gauche                      | 2 272        | 1,27         | 0           |             |        |
|                       |                                     |              |              |             |             |        |
| Inscrits              | Inscrits                            | 262 255      | 100,00       | 262 221     | 100,00      | 4      |
| Abstentions           | Abstentions                         | 77 702       | 29,63        | 68 847      | 26,26       |        |
| Votants               | Votants                             | 184 553      | 70,37        | 193 374     | 73,74       |        |
| Blancs et nuls        | Blancs et nuls                      | 5 282        | 2,86         | 8 520       | 4,41        |        |
| Exprimés              | Exprimés                            | 179 271      | 97,14        | 184 854     | 95,59       |        |
| Source : Data.gouv.fr |                                     |              |              |             |             |        |

### Résultats par circonscription

#### Première circonscription (Limoges-Centre)
| Candidat       | Candidat               | Parti          | Premier tour | Premier tour | Second tour | Second tour |  |
| Candidat       | Candidat               | Parti          | Voix         | %            | Voix        | %           |  |
| -------------- | ---------------------- | -------------- | ------------ | ------------ | ----------- | ----------- |  |
|                | Robert Savy élu        | PS             | 15 406       | 43,29        | 20 027      | 52,78       |  |
|                | Michel Bernard sortant | RPR (URC)      | 14 375       | 40,39        | 17 915      | 47,22       |  |
|                | Claude Toulet          | PCF            | 3 558        | 10           |             |             |  |
|                | Antoine Orabona        | FN             | 2 250        | 6,32         |             |             |  |
|                |                        |                |              |              |             |             |  |
| Inscrits       | Inscrits               | Inscrits       | 53 814       | 100,00       | 53 814      | 100,00      |  |
| Abstentions    | Abstentions            | Abstentions    | 17 197       | 31,96        | 14 526      | 26,99       |  |
| Votants        | Votants                | Votants        | 36 617       | 68,04        | 39 288      | 73,01       |  |
| Blancs et nuls | Blancs et nuls         | Blancs et nuls | 1 028        | 2,81         | 1 346       | 3,43        |  |
| Exprimés       | Exprimés               | Exprimés       | 35 589       | 97,19        | 37 942      | 96,57       |  |

#### Deuxième circonscription (Saint-Junien)
| Candidat       | Candidat                  | Parti               | Premier tour | Premier tour | Second tour | Second tour |  |
| Candidat       | Candidat                  | Parti               | Voix         | %            | Voix        | %           |  |
| -------------- | ------------------------- | ------------------- | ------------ | ------------ | ----------- | ----------- |  |
|                | Jean-Claude Peyronnet élu | PS                  | 18 217       | 34,72        | 33 533      | 62,35       |  |
|                | Marcel Rigout sortant     | PCF                 | 16 482       | 31,41        | Retrait     | Retrait     |  |
|                | Marc Debusschère          | Divers droite (URC) | 15 499       | 29,54        | 20 250      | 37,65       |  |
|                | Christian Caillat         | FN                  | 2 277        | 4,34         |             |             |  |
|                |                           |                     |              |              |             |             |  |
| Inscrits       | Inscrits                  | Inscrits            | 72 570       | 100,00       | 72 548      | 100,00      |  |
| Abstentions    | Abstentions               | Abstentions         | 18 707       | 25,78        | 16 313      | 22,49       |  |
| Votants        | Votants                   | Votants             | 53 863       | 74,22        | 56 235      | 77,51       |  |
| Blancs et nuls | Blancs et nuls            | Blancs et nuls      | 1 388        | 2,58         | 2 452       | 4,36        |  |
| Exprimés       | Exprimés                  | Exprimés            | 52 475       | 97,42        | 53 783      | 95,64       |  |

#### Troisième circonscription (Limoges - Bellac)
| Candidat       | Candidat             | Parti           | Premier tour | Premier tour | Second tour | Second tour |  |
| Candidat       | Candidat             | Parti           | Voix         | %            | Voix        | %           |  |
| -------------- | -------------------- | --------------- | ------------ | ------------ | ----------- | ----------- |  |
|                | Marcel Mocœur élu    | PS              | 19 600       | 43,42        | 29 448      | 63,83       |  |
|                | Henri Bouvet sortant | UDF (Rad) (URC) | 12 571       | 27,85        | 16 685      | 36,17       |  |
|                | Jacques Jouve        | PCF             | 10 209       | 22,62        | Retrait     | Retrait     |  |
|                | Marc Verger          | FN              | 2 759        | 6,11         |             |             |  |
|                |                      |                 |              |              |             |             |  |
| Inscrits       | Inscrits             | Inscrits        | 67 457       | 100,00       | 67 446      | 100,00      |  |
| Abstentions    | Abstentions          | Abstentions     | 20 903       | 30,99        | 18 955      | 28,1        |  |
| Votants        | Votants              | Votants         | 46 554       | 69,01        | 48 491      | 71,9        |  |
| Blancs et nuls | Blancs et nuls       | Blancs et nuls  | 1 415        | 3,04         | 2 358       | 4,86        |  |
| Exprimés       | Exprimés             | Exprimés        | 45 139       | 96,96        | 46 133      | 95,14       |  |

#### Quatrième circonscription (Limoges - Saint-Léonard-de-Noblat)
| Candidat       | Candidat                  | Parti          | Premier tour | Premier tour | Second tour | Second tour |  |
| Candidat       | Candidat                  | Parti          | Voix         | %            | Voix        | %           |  |
| -------------- | ------------------------- | -------------- | ------------ | ------------ | ----------- | ----------- |  |
|                | Alain Rodet sortant réélu | PS             | 22 481       | 48,8         | 32 378      | 68,9        |  |
|                | André Barry               | RPR (URC)      | 11 197       | 24,31        | 14 618      | 31,1        |  |
|                | Bernard Espigat           | PCF            | 7 458        | 16,19        |             |             |  |
|                | Jean-Louis Omer           | FN             | 2 660        | 5,77         |             |             |  |
|                | Michel Patinaud           | Extrême gauche | 2 272        | 4,93         |             |             |  |
|                |                           |                |              |              |             |             |  |
| Inscrits       | Inscrits                  | Inscrits       | 68 414       | 100,00       | 68 413      | 100,00      |  |
| Abstentions    | Abstentions               | Abstentions    | 20 895       | 30,54        | 19 053      | 27,85       |  |
| Votants        | Votants                   | Votants        | 47 519       | 69,46        | 49 360      | 72,15       |  |
| Blancs et nuls | Blancs et nuls            | Blancs et nuls | 1 451        | 3,05         | 2 364       | 4,79        |  |
| Exprimés       | Exprimés                  | Exprimés       | 46 068       | 96,95        | 46 996      | 95,21       |  |